# Chronicon Maius
Das Chronicon Maius ist eine Chronik der byzantinischen Dynastie der Palaiologen von teilweise unklarer Authentizität. Sie wurde bis in die Mitte des 20. Jh. Georgios Sphrantzes (1401–1477) zugeschrieben. Tatsächlich wurde sie jedoch um 1577 von Makarios Melissourgos, Metropolit von Monemvasia, verfasst. Daher rührt die Bezeichnung Pseudo-Sphrantzes für den Autor. Besonders bekannt ist das Werk für seine detaillierte und farbige Schilderung der Belagerung, des Falls und der Plünderung von Konstantinopel im Jahr 1453.
Melissourgos benutzte für seinen Text offensichtlich Sphrantzes’ knapp formuliertes Chronicon Minus, das lediglich dessen Lebenszeit umfasst, als Vorlage. Inzwischen ist außerdem klar, dass Melissourgos sich noch auf weitere ältere Manuskripte gestützt sowie eigene topographische Kenntnisse beigetragen hat. So stammt die ausführliche Schilderung der Belagerung Konstantinopels aus einem Brief des Bischofs Leonhard von Chios, der selbst unter den Belagerten war. Weitere Quellen sind Werke des Großlogotheten Georgios Akropolites und des Historikers Laonikos Chalkokondyles, möglicherweise auch die von Manuel Malaxos verfasste und von Martin Crusius veröffentlichte Geschichte des Patriarchats. Dabei lag dem Autor bei diesen Verwertungen offenbar sehr an einer korrekten Wiedergabe, was angesichts seiner anderen Fälschungen nicht zu erwarten war.
Tatsächlich fingiert sind jedoch zumindest die Passagen, in denen der Autor, der sich zuletzt Melissenos nannte, seine Abstammung von der Familie der Melissenoi vortäuschen wollte. Inwieweit noch bei anderen, bisher nicht älteren Quellen zugeordneten Passagen Erfindungen oder Fälschungen vorliegen könnten, ist unklar.